# يوهانس يوستوس راين
جوهانس جوستوس رين (بالألمانية: Johannes Justus Rein)‏ هو جغرافي وأستاذ جامعي ألماني، ولد في 27 يناير 1835 في راونهايم في ألمانيا، وتوفي في 23 يناير 1918 في بون في ألمانيا.